# Lea Jagodič
Lea Jagodič Teran, slovenska košarkarica, * 12. februar 1991, Celje. 